# Lidträsket (Piteå socken, Norrbotten, 727361-172981)
Lidträsket är en sjö i Piteå kommun i Norrbotten och ingår i Lillpiteälvens huvudavrinningsområde. Sjön har en area på 0,072 kvadratkilometer och ligger 232 meter över havet. Sjön avvattnas av vattendraget Keupån (Krokabäcken).

## Delavrinningsområde
Lidträsket ingår i det delavrinningsområde (727142-172727) som SMHI kallar för Utloppet av Maniträsket. Medelhöjden är 249 meter över havet och ytan är 12,67 kvadratkilometer. Det finns inga avrinningsområden uppströms utan avrinningsområdet är högsta punkten. Keupån (Krokabäcken) som avvattnar avrinningsområdet har biflödesordning 2, vilket innebär att vattnet flödar genom totalt 2 vattendrag innan det når havet efter 33 kilometer. Avrinningsområdet består mestadels av skog (65 procent) och sankmarker (19 procent). Avrinningsområdet har 1,37 kvadratkilometer vattenytor vilket ger det en sjöprocent på 10,8 procent.